# 犬山郵便局
犬山郵便局（いぬやまゆうびんきょく）は愛知県犬山市にある郵便局。民営化前の分類では集配普通郵便局であった。

## 概要
住所：〒484-8799 愛知県犬山市天神町1-7

## 沿革
- 1871年4月20日（明治4年3月1日） - 日本の近代郵便制度の創設とともに犬山郵便取扱所として開設[1]。
- 1872年8月4日（明治5年7月1日） - 稲置（いなぎ）郵便取扱所に改称。
- 1875年（明治8年）1月1日 - 稲置郵便局（五等）となる。同年11月2日より為替取扱を開始。
- 1879年（明治12年）4月15日 - 貯金取扱を開始。
- 1890年（明治23年）4月1日 - 犬山郵便局に改称。
- 1894年（明治27年）3月1日 - 犬山郵便電信局となる。
- 1903年（明治36年）4月1日 - 通信官署官制の施行に伴い犬山郵便局となる。
- 1955年（昭和30年）8月1日 - 電気通信業務の取扱を犬山電報電話局に移管。同日、電話通話および電報受付事務の取扱を開始[2]。
- 1956年（昭和31年）10月1日 - 羽黒郵便局[3]から集配業務を移管。
- 1957年（昭和32年）11月1日 - 特定郵便局から普通郵便局に局種別改定。
- 1983年（昭和58年）3月28日 - 犬山市犬山から同市天神町に移転。
- 1991年（平成3年）10月1日 - 外国通貨の両替および旅行小切手の売買に関する業務取扱を開始。
- 2007年（平成19年）10月1日 - 民営化に伴い、併設された郵便事業犬山支店に一部業務を移管。
- 2012年（平成24年）10月1日 - 日本郵便株式会社発足に伴い、郵便事業犬山支店を犬山郵便局に統合。

## 取扱内容
- 郵便、印紙、ゆうパック、内容証明
- 貯金、為替、振替、振込、国際送金、外貨両替・トラベラーズチェック、国債、投資信託
- 生命保険、バイク自賠責保険、自動車保険、変額年金保険
- ゆうちょ銀行ATM
- 「484-00xx」「484-08xx」「484-09xx」区域（犬山市の全域）の集配業務
- ゆうゆう窓口

## 風景印
図案は明治村聖ヨハネ教会堂・犬山城遠景。局名表記は「犬山」。
使用開始日は1967年（昭和42年）8月1日。

## 周辺
- 犬山市役所
- 犬山城
- 犬山簡易裁判所
- 犬山警察署
- 犬山公共職業安定所
- 愛知県立犬山高等学校
- 日本モンキーパーク、日本モンキーセンター
- ヨシヅヤ犬山店
- 国道41号（名濃バイパス）
- 木曽川

## アクセス
- 名鉄犬山線・小牧線・広見線 犬山駅から徒歩で約4分。
- 岐阜バス・犬山市コミュニティバス「犬山駅東口」停留所下車。
- 中央自動車道 小牧東ICから北西へ、東名高速道路・名神高速道路 小牧IC、名古屋高速11号小牧線 小牧北出入口から北へそれぞれ約10km。
- 東海環状自動車道 美濃加茂ICから南西へ約16km。
- 駐車場あり：15台